# ポルニック
ポルニック （Pornic）は、フランス、ペイ・ド・ラ・ロワール地域圏、ロワール＝アトランティック県のコミューン。
歴史的なブルターニュの一部であり、伝統的な地方区分ではペイ・ド・レ、歴史的な地方区分ではペイ・ナンテに属する。ポルニックは1973年に、サント・マリー・シュル・メール、クリオン・シュル・メールと合併した。
大西洋岸に位置し、ポルニックは城と古い港の存在で知られている。21世紀初頭の主な資源は、観光と魚介類である。ポルニックはまた、ファイアンス焼き、カジノ、タラソテラピー・センター、18ホールのゴルフコース、イチゴ栽培でも知られる。

## 地理

県におけるポルニックの位置

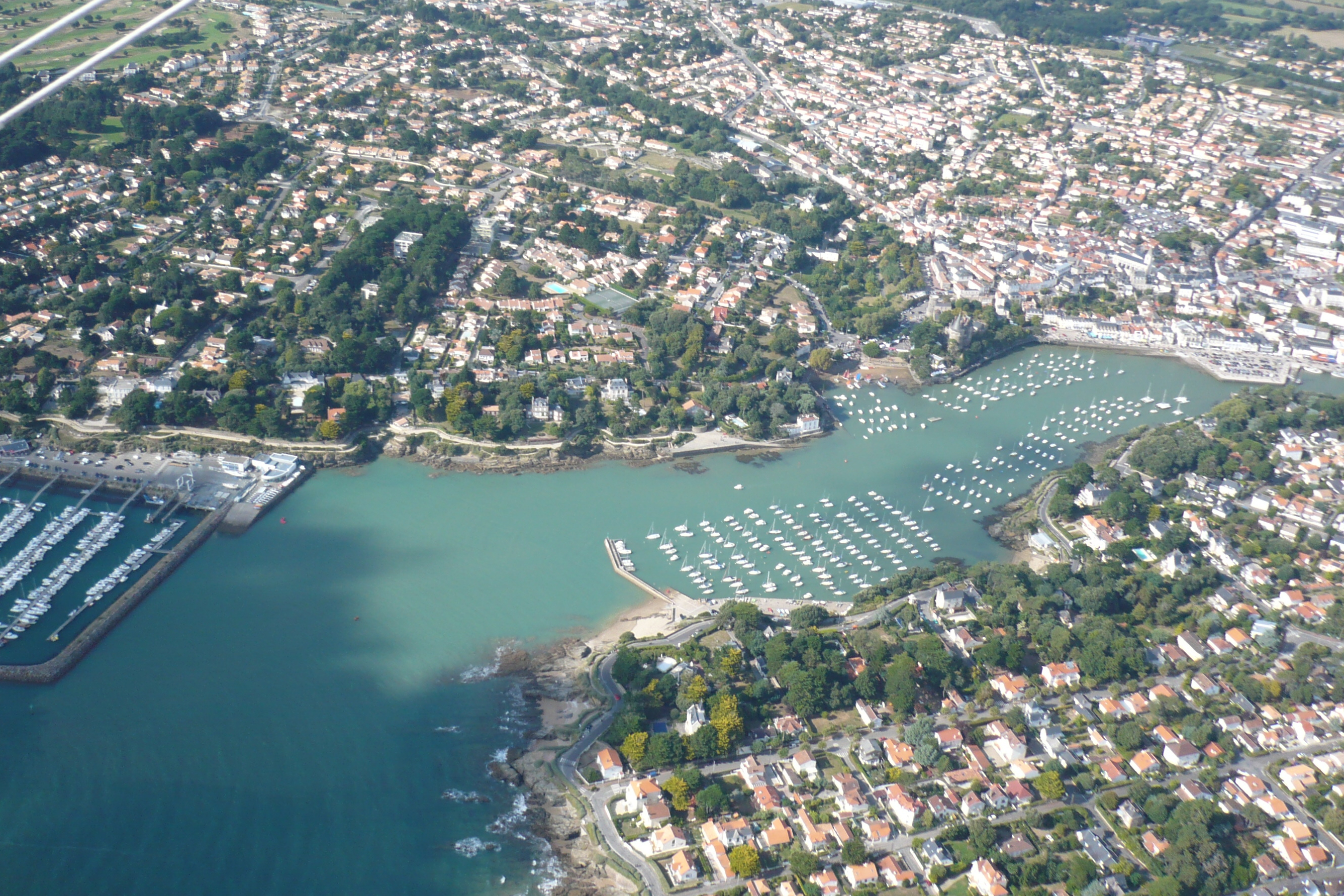
ポルニック港

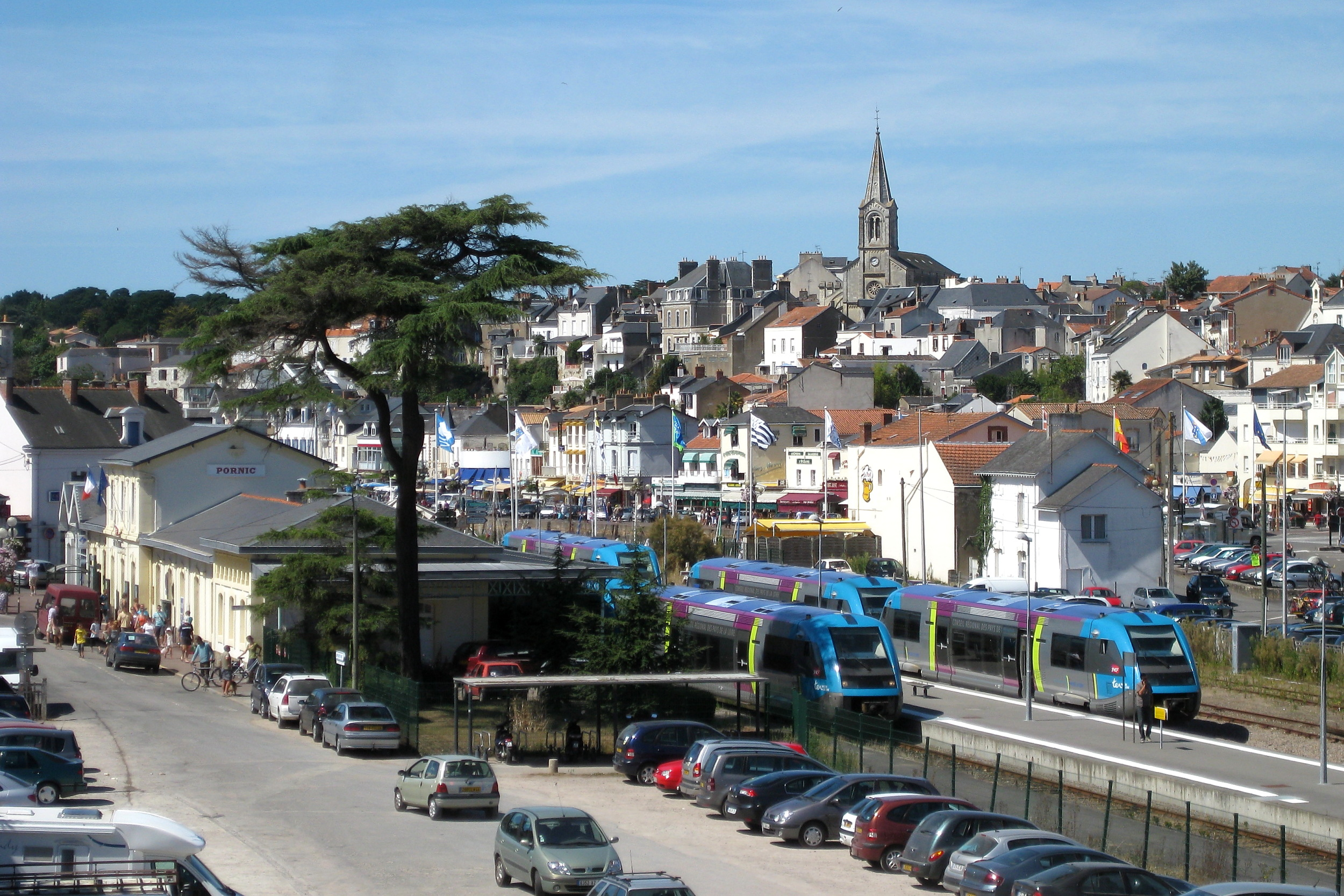
ポルニック駅と市街

コート・ド・ジャード（fr、ヒスイ海岸）にあるポルニックは、ブルニューフ湾に面し、ナントの南西45キロメートル、サン＝ナゼールの南20キロメートルにある。
境界を接するコミューンは、アルトン＝アン＝レ、ラ・ベルヌリー・アン・レ、レ・ムーティエ・アン・レ、ブルニューフ・アン・レ、サンティレール・ド・シャレオン、シェメレ、ショーヴェ、サン・ペール・アン・レ、サン＝ミシェル＝シェフ＝シェフ、ラ・プレーヌ・シュル・メール、プレファイユである。
元来のポルニックの町は、現在の中心部しかなかった。サント・マリー・シュル・メールはコミューンの西部、クリオン・シュル・メールはコミューン北東部のボカージュ（低潅木地帯）の大半を占めている。現在のコミューンは、県内で面積の広いコミューン4箇所のうちの1つである。
ポルニックはアルモリカ山塊の南側にある。コミューンの風景はボカージュであり、わずかに内陸には丘陵がある。ブルニューフ湾の北側にあたる海岸は、切り刻まれたように岩がちで、入り江が点在する。ポルニックの町は城の周囲で発展していった。城のふもとに港が建設され、そこは川の河口があった。

### 都市景観
ポルニックは港を中心にして発展した町である。元々、町は7ヘクタールほどの面積しかなかった。モンプレジールのドメーヌを併合して面積が2倍になり、1791年にはサント・マリー・シュル・メールから15ヘクタールが割譲された。1836年にはサント・マリーとクリオン・シュル・メールから123ヘクタールが割譲された。港を中心として合計153ヘクタールの面積となり、1973年に2つのコミューンと合併してからは約10000ヘクタールとなった。
17世紀以前、タラ漁師が住む古い海辺の住宅は、アラブ地区（quartier arabe）と呼ばれていた。一般的な説として、同じような雑多な住宅が立ち並び、アラブの町を思い起こさせるからという。別の説では、庭園に植えられたヤシノキが語源であるという。港から、村に向かって狭い通りがのびる。この丘には船乗り、船大工、船に欠かせないロープの職人の住宅や、帆の工房が建てられていた。時がたつにつれ、港に土が堆積していった。クラコー川は堆積物で狭くなり、21世紀には港に古い庭園の場所となって残っている。
1830年代からハイドロテラピーが流行となり、ポルニックには海辺のリゾートの魅力とスパの魅力とが組み合わされるようになった。町は港と海岸を中心として発展した。ホテル、カジノ、浴場、別荘である。ここには十分に植物が生育した庭園が整備され、それまでハリエニシダで覆われていた、岩だらけの荒地の様相が一変した。1836年、港の左岸にあるグルマロン地区がポルニックに併合された。そこはブルジョワ階級の別荘が立ち並ぶ地区で、独特の建築が生まれた。
港の南岸は1881年から製粉所が場所を占めていた。1875年にその右隣に鉄道駅ができていた。港の拡張部分に鉄道が延伸し、東西の軸となった。
21世紀、港の東側に位置するかつての内港である入り江が埋め立てられ、大部分をレジャー施設や住宅地とする開発計画の対象となった。

## 由来
ポルニックの名称は11世紀にラテン語化されたCastrum Porsnitiであったことが証明されている。その後1130年にPornit、1187年にPorsnith、1330年代にPornidioとなった。現在のPornicのつづりは14世紀に現れた。
19世紀まで、ブルトン人にルーツを持つ町の船乗りたちはブルトン語を話していた。町はブルトン語でPornizhと呼ばれ、-zhは進化して末尾が-tとなった。フランス語においては、末尾の-cは最初は珍しいものだったが、おそらく-tと-cの混同は中世からであろう。最終的に-cの発音は[-k]となった。
地元で話されるオイル語の一種、ガロ語ではPort-Nitzである。

## 歴史

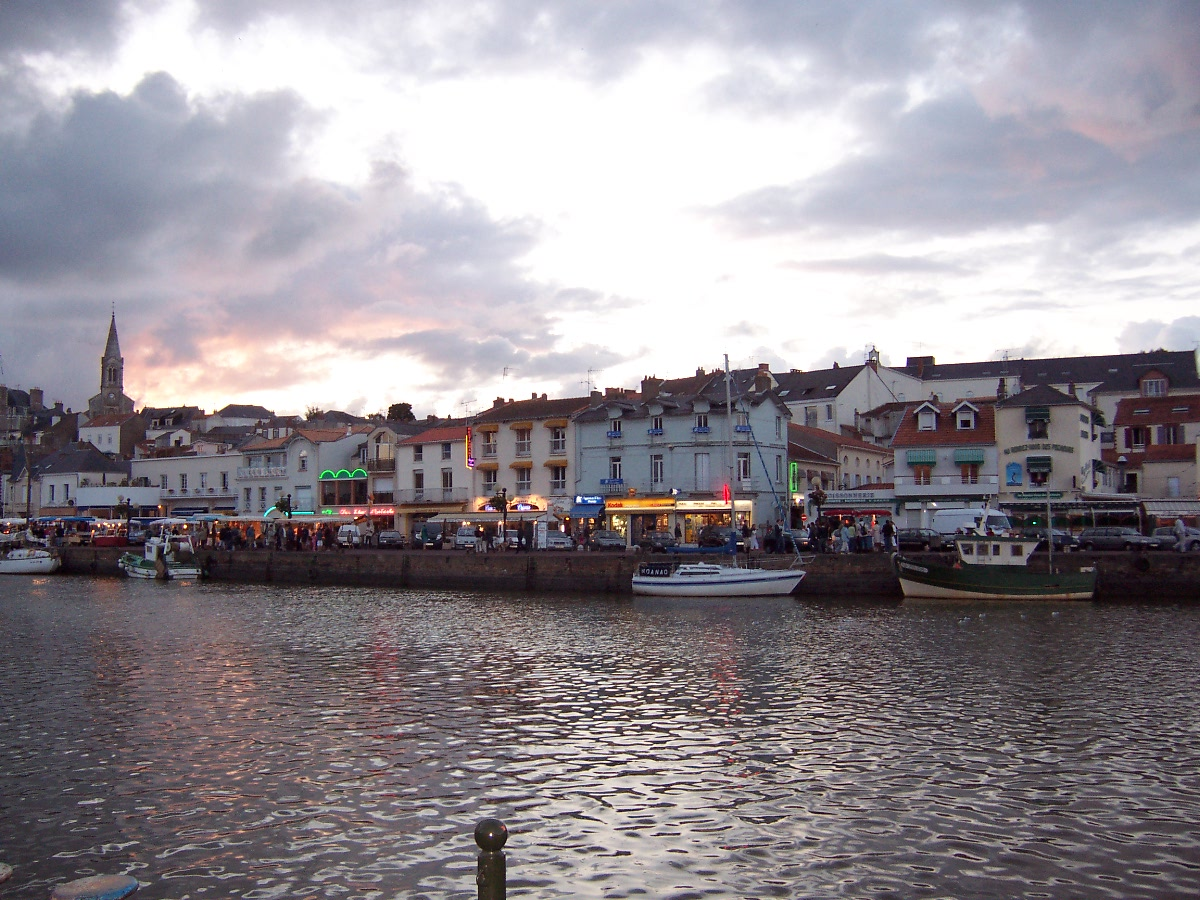
日没時のポルニック

2つの手斧と磨かれた石という発掘物は、紀元前10万年頃から現在のコミューンの場所に人が定住していたことを示すものである。21世紀初めになっても目にすることができる巨石記念物は紀元前5000年頃、ポルニックの地に人の定住地があった証拠である。巨石記念物の一部は海中に没していたが、これは、海面の高さが時間の経過とともに変化したためである。
古代のポルニックは、アルモリカを治めていたアルモリカ同盟に依存していた。この頃のアルモリカは、現在のブルターニュ、ノルマンディー、メーヌおよびアンジューを包括する広大な面積を持っていた。ここは小さなpagusの一部だった。Pagus Ratiatensisはフランス語でPays de Rezé、すなわちペイ・ド・レ（Pays de Retz）という名称の祖である。住民はガリア系のアムビリアティ人（fr）かアナグヌト人（Anagnute）のいずれかだった。
9世紀、ポルニックはエルボージュ伯領の一部だった。伯領は、ヴァイキングに対する戦いにおいて、低ポワトゥー地方の全ての小教区や村が軍事的に含まれていた。851年、ブルターニュ王エリスポエと西フランク王シャルル2世がアンジェ条約に署名した。この条約はブルトン人たちがペイ・レンネ、ペイ・ナンテ、ペイ・ド・レを占領することによって領土を拡張することを認めたものだった。
10世紀、ブルターニュ公アラン2世はヴァイキング襲来から町を守るためにポルニック谷に要塞を建設した。このカストゥルムは21世紀になってもドゥーヴ通り（rue de la Douve）ランパール道（chemin de Remparts）、そしてカルヴェールの丘のレリーフとして残っている。その後、城はジル・ド・レの住まいの一つとなった。
町の歴史はサント・マリー修道院ともつながりがあった。
フランス革命の間、ポルニック住民のかなりの人数は共和国に賛成していた。1793年3月23日、400人の兵士たちからなる国民衛兵が、『共和国の司祭』を名乗る聖職者やクリオンの司祭に先導され、コムギを回収するため町の外へ出た。白軍（王党派）は町を攻撃する機会を得た。これが第一次ポルニックの戦いである。町はラ・ロッシュ・サンタンドレ侯爵に攻略された。ペイ・ド・レ住民たちは一度勝利をおさめると祝いで酒を飲み酔っ払い、町を取り戻そうとした共和国側の侵攻を許してしまった。王党派は多くの犠牲者を出し、捕虜となった250人は共和国側によって銃殺された。3月27日、第二次ポルニックの戦いが起こり、シャレット率いる武装勢力が町を攻略した。彼らは共和国側を支援した住宅を荒らして火を放った。一ヵ月後、シャレットは共和国側のベセール将軍が率いる軍の脅威のため、ポルニクから撤退した。

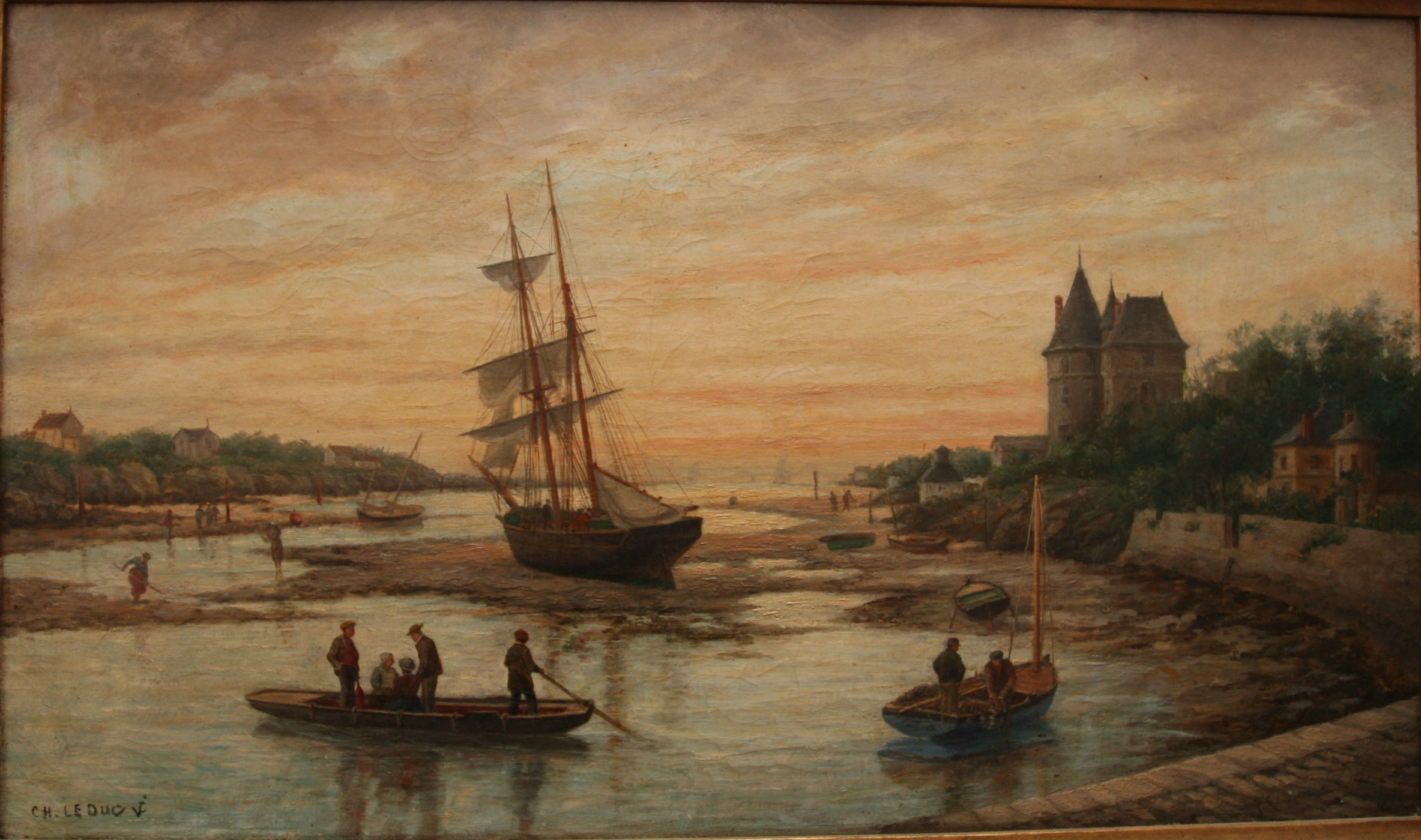
ポルニックの港、シャルル・ルデュック画

19世紀、ポルニックは海水浴のリゾート地として名を上げる。鉄道のナント-サント・パザンヌ-ポルニック線が開通しポルニック駅が設置され、汽車が停車するようになり、1875年から宣伝された。この流れで1906年、ヒスイ海岸観光のためにポルニック-パンブフ路線（メーターゲージ）が開通するが、この路線は1939年に廃止された。当時、多くの芸術家たちがポルニックにやってきた。ギュスターヴ・フローベール、ポール・レオタール、ジュール・ミシュレ、ロバート・ブラウニング、ジュリアン・グラックら文筆家である。多くの画家も、町やその周辺にインスピレーションを得た。オーギュスト・ルノワール、エドガール・マクサンス、アンリ・ルバスク、シャルル・ルデュック、ジャン・アンリ・シュップ、マックス・エルンストらである。
第二次世界大戦中の1940年6月17日、RMSランカストリアが、ドイツの爆撃機による攻撃で沈没した。4000人から7000人とされる死者の一部がポルニックのイギリス人墓地に埋葬されている。町はドイツ国防軍に6月26日に占領された。大西洋の壁を構築する構想のため、ポルニックにはおびただしい数の防衛設備がつくられた。ドイツ軍のポルニック占領は、フランスの多くの町より9ヶ月長く続いた。サン＝ナゼールに立てこもるドイツ軍の存在があったためである（サン・ナゼール・ポケット）。サン＝ナゼールに立てこもったドイツ軍が事実上降伏したのは、ドイツ本国が降伏した3日後の1945年5月11日だった。
1973年7月1日、クリオン・シュル・メール、サント・マリー・シュル・メールとポルニックは合併した。
2000年4月14日、ポルニックに開店したマクドナルドの建物が一部損壊した。6人のブルトン独立活動家がこの攻撃のために起訴され、そのうち3人は最後に無罪となったが、残りの3人は重罪院（cour d'assises）により攻撃についてのみ無罪判決を受けた。この刑事事件は論争を引き起こした。

## 経済

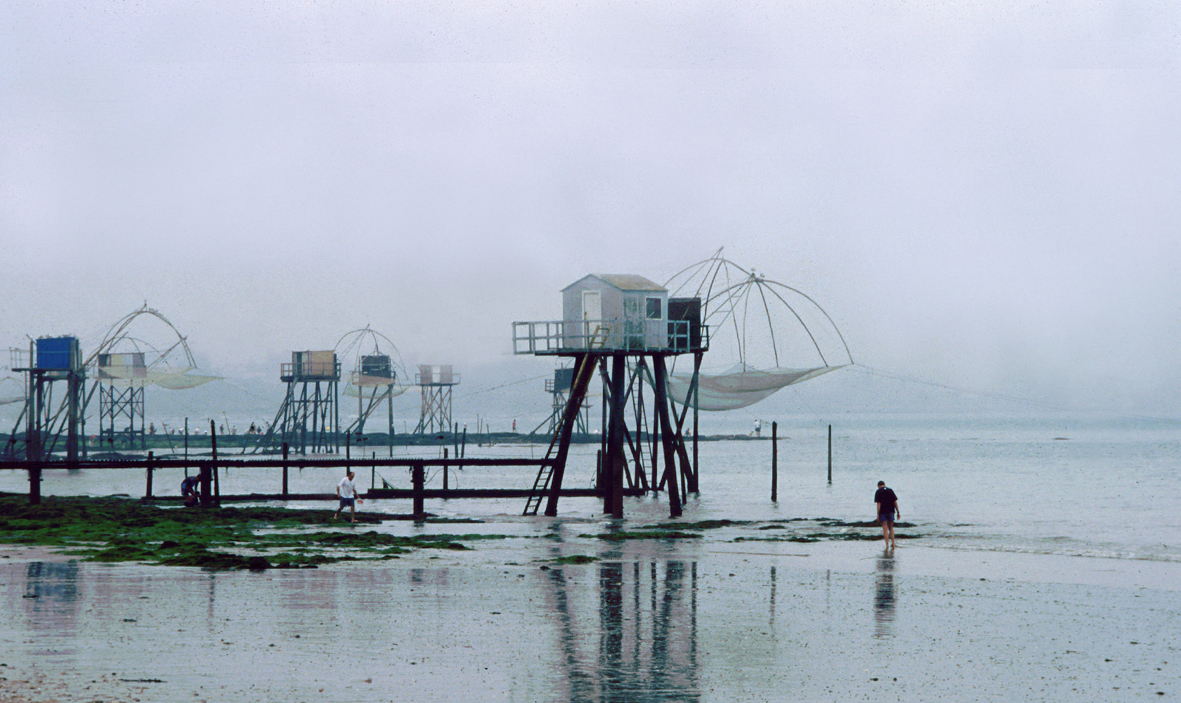
ポルニクの浜

2008年、ポルニック住民の平均家計所得税は19762ユーロであった。これは31604あるコミューンのうち6684位であった。
2008年、15歳から64歳までのポルニック住民8422人のうち、雇用されている者は人口の63.8%、年金受給者は14.2%だった。一方ポルニック住民の8%は非労働者である。ポルニック住民の8.2%が学生人口である。
水産物利用に関する活動は、長い間ポルニック経済の重要な要因となってきた。2011年においても漁港は活動しているが、割合はささやかである。漁港の船団の水産物年間水揚げ量は約50トンである。
レクリエーション活動はその間好調に推移していた。町にはこの活動に関して2箇所の港がある。県が管理するグルマロン港は350隻が係留されている。ノエヴイヤール・マリーナは、ポルニク国際ヨット・クラブとも呼ばれる。そこでは6メートルから25メートルのヨットを係留できるスペースが919箇所ある。
ドゥアルヌネを本拠地とする、缶詰を製造するポーレ社がポルニックに魚の缶詰工場をつくった。工場は現在アメリカのスター・キスト社傘下となっている。工場では100人が雇用され、年間3000トンのオイル付けイワシ缶詰を製造する。
1947年、1827年からファイアンス焼きを行っているロレーヌ出身のドリヤンデル社は、第二次世界大戦が始まるとドイツ国境に近い故郷からブルターニュへ避難してきた。エミール・ドリヤンデルはポルニックに移り住み、ブルトンヌ・ド・ファイアンス・アルティスティック（la Manufacture bretonne de faïence artistique）という工房を開いた。2011年時点で工房では26人が雇用され、年間60万個の陶器が製造されている。

## 人口統計
| 1962年 | 1968年 | 1975年 | 1982年 | 1990年 | 1999年 | 2006年 | 2011年 |
| ------ | ------ | ------ | ------ | ------ | ------ | ------ | ------ |
| 2759   | 2795   | 8154   | 8704   | 9815   | 11891  | 13681  | 13937  |

参照元:1999年までEHESS/Cassini、2004年以降INSEE

## 文化遺産
2006年3月1日、コミューン議会はブルトン語の日常使用促進をうたうYa d'ar brezhoneg憲章を批准した。ポルニックは、憲章に署名したオート・ブルターニュ初のコミューンとなった。

## 史跡
- ポルニック城 - 別名・青髭城。12世紀に港の防衛のため建てられた要塞。現在は歴史的記念物[17]

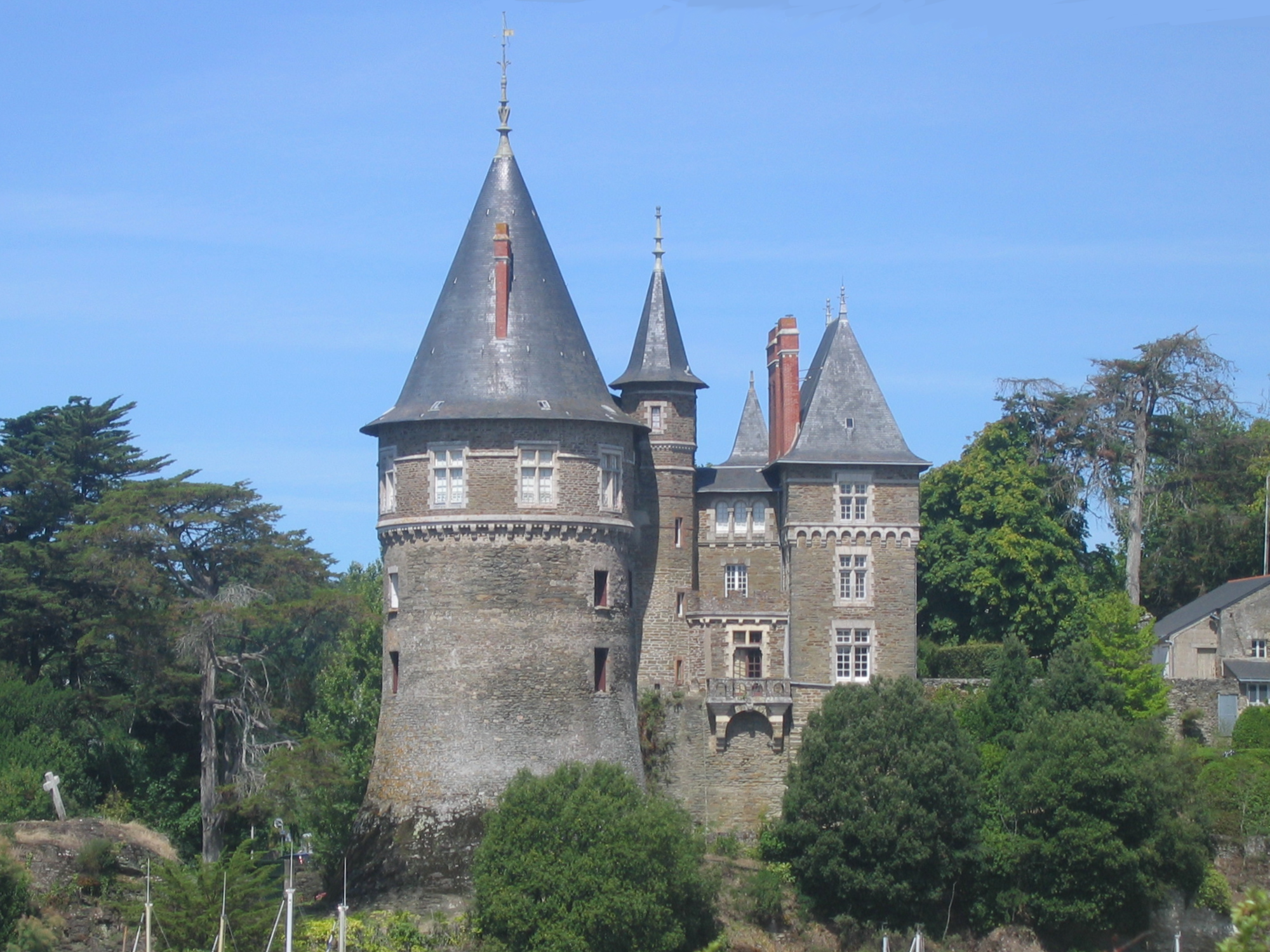
ポルニック城
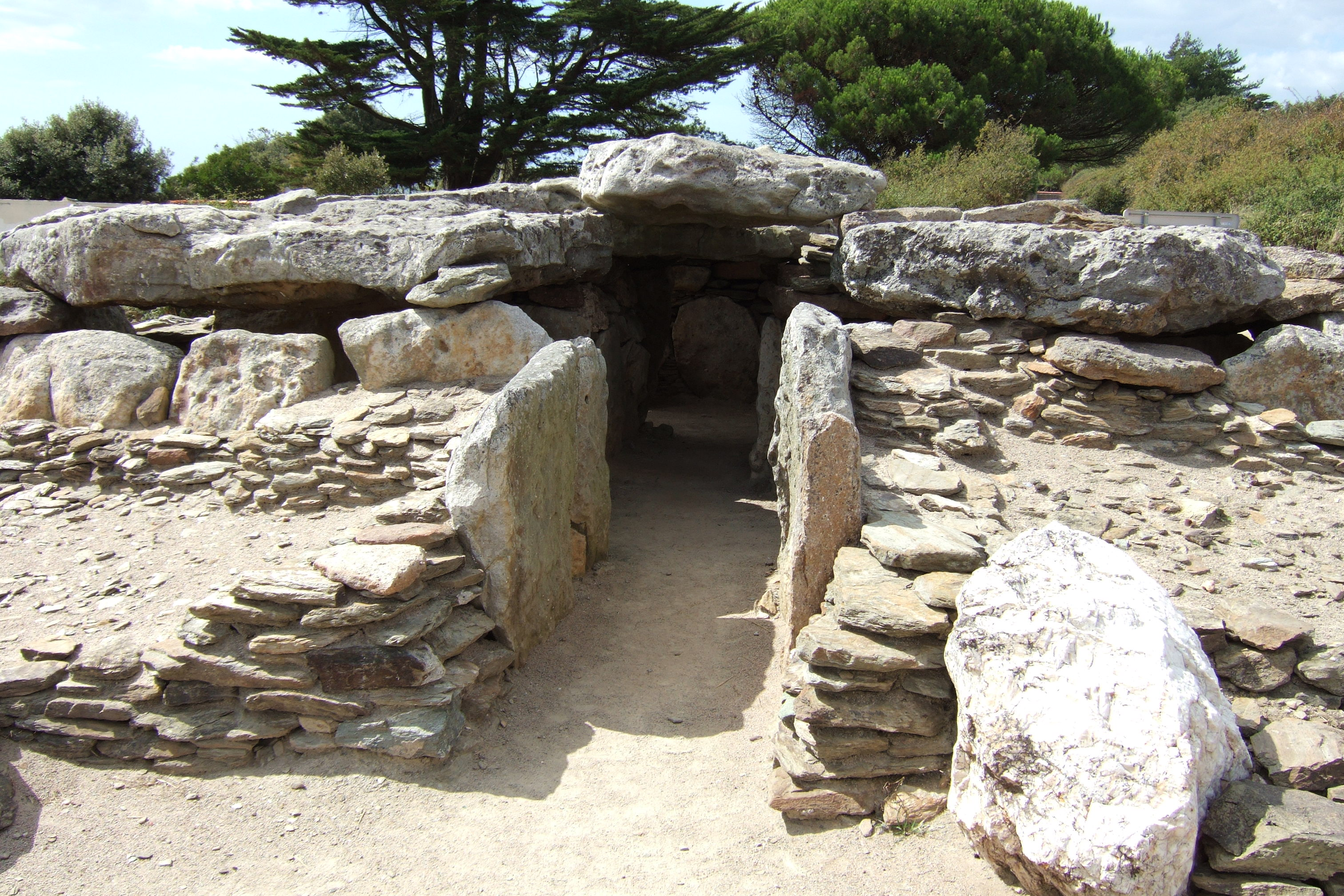
ジョスリエールの巨石記念物
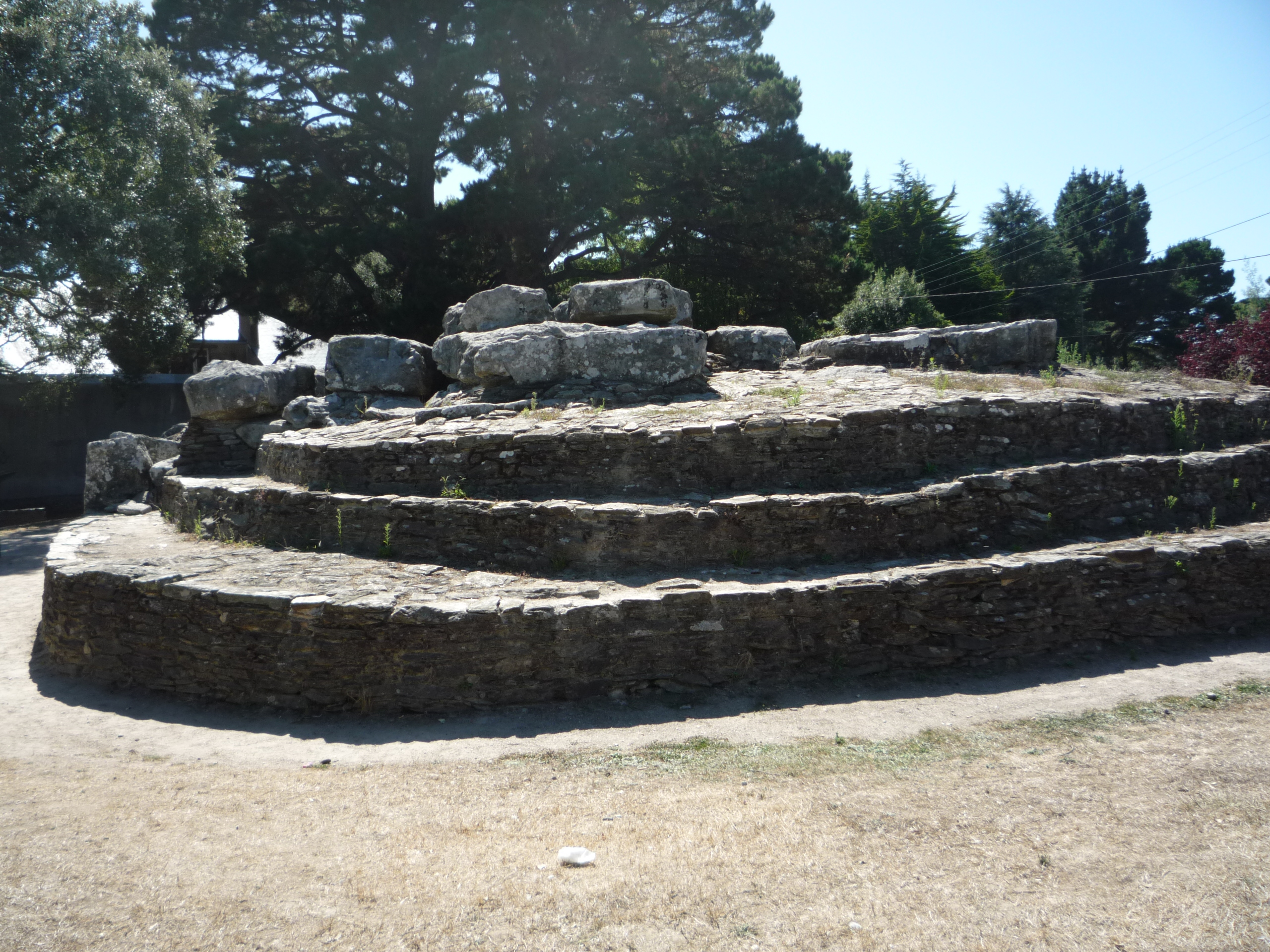
ムソーの墳墓

## 姉妹都市
ポルニックが姉妹都市協定を結んでいるのは以下の自治体である。
- リンツ・アム・ライン、ドイツ
- バイヨーナ、スペイン
- スカルビー・ニュービー、イギリス

## ゆかりの人物
- オーギュスト・ルノワール - 1892年の8月から9月まで滞在。ポルニックでの短期滞在を楽しみ[19]、4つの作品を描いた。
- アルベール・カミュ - シャトー・ド・ブレフに滞在。シャトーは1942年から1947年までガリマール家が所有していた。シャトーにて『ペスト』を執筆[F 1]。
- ウラジーミル・レーニン - パリに住んでいた1910年7月から8月まで、妻ナデジダ・クルプスカヤと彼女の継母を連れてポルニックで休暇をすごす。

### ノート
- Jean-Luc Flohic et Michel Tessier, Le Patrimoine des communes de la Loire-Atlantique, 1999

1. 1 2  p. 954

- Marc Guitteny, Lionel Pasquier et Gilles Viot, Si Pornic m'était conté, 2006

1. ↑  p. 277
2. ↑  p. 100
3. ↑  p. 242
4. ↑  p. 316-317
5. ↑  p. 47-49
6. ↑  p. 283